# 누룽지

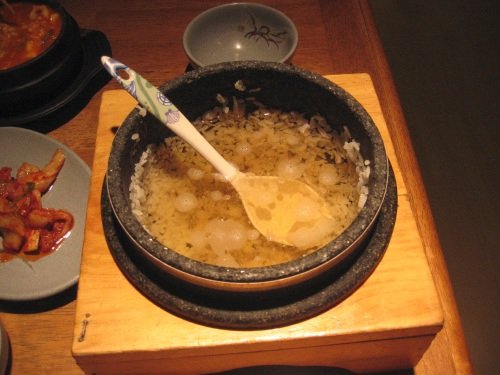

누룽지(문화어: 가마치)는 밥을 눌려서 만든 대한민국의 전통 음식이다. 《동의보감》에는 누룽지를 취건반(炊乾飯)이라고 불렀다.

## 정의
밥을 짓는데에 따라 여러 가지 밥이 나오는데 떡밥, 고두밥, 된밥, 진밥, 설익은밥, 눌은밥이 나온다. 밥의 물기가 없어지면, 용기의 바닥 부분에 누룽지가 남게 된다. 여기에 물을 담아 끓인 음식은 눌은밥이라고 한다. 누룽지는 딱딱하게 되어 보관과 휴대가 쉬워서 식사 대용으로 사용되기도 하였다.
누룽지는 매우 친근한 음식이어서 생활 속에 많은 흔적을 남기고 있다. 옛날 서당에서 천자문을 외던 학동들은 장난으로 '하늘 천 따 지 깜 밥 눌은 밥' 또는 '하늘 천 따지 가마솥에 누룽지'라고 하였다.

## 눌은밥
누룽지 위에 물을 부어 쌀알 등을 그대로 남기고 죽처럼 떠 먹는 음식이 눌은밥이라고 한다.

## 숭늉
누룽지에 물을 붓고 끓이면 숭늉이 되는데, 식사 후에 입을 헹구는 후식으로 사용되기도 하고 음료수로 먹기도 한다. 숭늉은 영양가가 많고, 숭늉 속에는 에탄올이 있어 강한 항산화 작용을 하여 산성체질을 알칼리성으로 중화시켜 준다. 숭늉에는 덱스트린 성분이 많아서 소화에 도움이 된다.

## 제조 방식
누룽지는 다양한 방법으로 제조 된다. 가마솥 바닥이나 솥뚜껑에 밥을 눌려서 만드는 것이 전통적인 방법이다. 현대 사회로 들어오며 가마솥 대신 프라이팬에 밥을 눌려 굽는 방법이 많이 쓰이고 있다.

마트나 매장에서 볼 수 있는 얇은 누룽지 과자는 주로 대량 생산을 위한 누룽지 기계 누룽솥으로 만들어진다.누룽지 기계에서 달궈진 프라이팬(하판) 위에 밥을 얹고 공압프레스를 이용해 또 다른 프라이팬(상판)을 눌러 만든다. 한국의 누룽지 제조기는 미곡간이라는 곳에서 만든다. 

## 비슷한 음식
누룽지와 비슷한 음식으로, 중국에는 구오바(중국어: 锅巴), 베트남에는 꼼 짜이(베트남어: cơm cháy), 일본에는 오코게(일본어: おこげ), 인도네시아에서는 렌기낭(인도네시아어: Rengginang)이라는 음식이 있다.

## 같이 보기
- 궈바차이